# Макинтош (Њу Мексико)
Макинтош (енгл. McIntosh) насељено је место без административног статуса у америчкој савезној држави Њу Мексико.

## Демографија
По попису из 2010. године број становника је 1.484.
| Група             | 2000.    | 2010.       |
| Белци             | 0 (0,0%) | 883 (59,5%) |
| Афроамериканци    | 0 (0,0%) | 23 (1,5%)   |
| Азијати           | 0 (0,0%) | 8 (0,5%)    |
| Хиспаноамериканци | 0 (0,0%) | 533 (35,9%) |
| Укупно            | 0        | 1.484       |